# Метт Мартін (хокеїст, 1971)
Меттью Мартін (англ. Matthew Martin, нар. 30 квітня 1971, Гамден, Коннектикут) — американський хокеїст, що грав на позиції захисника. Грав за збірну команду США. У 1994 році брав участь у зимових Олімпійських іграх у Ліллегаммері.

## Ігрова кар'єра
Професійну хокейну кар'єру розпочав 1992 року.
1989 року був обраний на драфті НХЛ під 66-м загальним номером командою «Торонто Мейпл-Ліфс».
Усю професійну клубну ігрову кар'єру, що тривала 12 років, провів, захищаючи кольори команди «Торонто Мейпл-Ліфс» та деяких інших команд нижчих північноамериканських ліг.
Загалом провів 76 матчів у НХЛ.
Виступав за збірну США.